# キボウシインコ
キボウシインコ（黄帽子鸚哥、Amazona barbadensis）は、オウム目インコ科に分類される鳥類。

## 分布
オランダ（ボネール島北西部）、ベネズエラ（北東部および北西部、マルガリータ島、ラ・ブランキジャ島）

## 形態
全長35-36cm。全身は羽毛の外縁（羽縁）が暗色な、緑色の羽毛で被われる。頭頂や眼の周囲は黄色、額や眼先は白や淡黄色の羽毛で被われる。初列風切先端は暗青色。外側の次列風切は赤い。
嘴の色彩は黄白色。

## 生態
低地にサボテンや有刺植物からなる藪地や森林が点在する環境に生息する。島嶼に生息する個体群は食物や水を求めて放浪する。昼行性で、夜間になると高木の樹上や岩の割れ目に集まり休む。ペアもしくは10羽以下の小規模な群れを形成して生活するが、食物が豊富な時期は100羽に達する大規模な群れを形成する。
食性は植物食で、果実、種子、花、サボテンなどを食べる。
繁殖形態は卵生。3-10月（主に4-5月）に樹洞やサボテンの洞、岩の隙間などに、1回に2-4個の卵を産む。抱卵期間は22-27日。育雛期間は53-61日。

## 人間との関係
アボカドやトウモロコシ、マンゴーなどの農作物を食害する害鳥とみなされることもある。
開発や採鉱による生息地の破壊、害鳥としての駆除、ペット用の乱獲などにより生息数は激減している。さらに旱魃によっても生息数が減少している。以前はオランダ領アンティル内の別の島嶼にも分布していたが、1940-1950年代に絶滅した。ボネール島の生息地は国立公園に指定されている。1980年から狩猟を行わないよう啓蒙活動が進められている。ベネズエラ北西部での1997年における生息数は500-800羽と推定されている。マルガリータ島での1980年代後半における生息数は650-800羽、1992年における生息数は914羽、1996年における生息数は1,900羽と推定されている。ボネール島での1987年における生息数は400羽以上、1993年における生息数は450羽以上と推定されている。